# 常識 (小泉八雲)
『常識』（じょうしき）は、小泉八雲の短編集「骨董」に収録された作品。
知識はあるが世間知らずの和尚と、身分は卑しく学問もないが正しい判断力を持った猟師の対比が物語の要である。

## あらすじ
ある寺の和尚のもとに夜な夜な普賢菩薩が姿を現すという。
和尚と親しい猟師がそれを聞いて和尚のもとを訪ねるが、毎晩和尚と一緒に菩薩を迎えているという小僧の言葉に疑問を抱く。
その夜、和尚たちとともに光り輝く普賢菩薩の姿を見ることが出来た猟師だが、突然立ち上がり菩薩に矢を射掛けた瞬間、悲鳴とともに光も菩薩の姿も消えた。
和尚は半狂乱になって猟師を罵るが、猟師は「徳の高い和尚が仏を見ることが出来るのはわかるが、小僧や殺生を生業とする猟師の自分にまで姿が見えるとはおかしい。仏を騙り、和尚の命を狙った化け物の仕業ではないか。」と言って理路整然と和尚を諫め、翌日様子を見てみようと告げる。
果たして、寺から血のあとを辿ってみたところ大きな古だぬきが猟師の矢を受けて倒れていた。
和尚は学問があり、修行を積んでいたにもかかわらず、化け物に手もなくだまされていた。一方の猟師は、学問はなかったがしっかりとした常識を身につけていたため、妖しのものを見破り、危険を脱することができたのである。

## 日本語訳
- ラフカディオ・ハーン『新編 日本の怪談』池田雅之訳、角川ソフィア文庫、2005年
- 『骨董・怪談　小泉八雲コレクション』平川祐弘訳、河出書房新社、2014年
- 『怪談・骨董 他 小泉八雲作品集』平井呈一訳、恒文社、度々新版
- 『怪談　小泉八雲怪奇短編集』平井呈一訳、偕成社文庫、1991年。児童向け